# Caronda
(Epigrafe di Mario Rapisardi all'ingresso dell'anfiteatro romano di Catania)
Caronda (in greco antico: Χαρώνδας?, Charóndas; VI secolo a.C. – Catania, VI secolo a.C.) fu legislatore di Catania nel VI secolo a.C.; è l'unico dei legislatori della Sicilia greca che possa dirsi storico.

## Biografia
Della sua persona non sappiamo nulla, a parte che Zaleuco e Pitagora furono suoi maestri e che secondo Aristotele (che occupandosi delle sue leggi le lodò perché più precise di quelle di Zaleuco) apparteneva, come Solone, alla media borghesia.

### Legislazione
Analogamente a Dracone di Atene e a Licurgo di Sparta, fu autore delle leggi della propria città e non solo, perché queste furono adottate anche in altre colonie calcidiche della Magna Grecia, in particolare a Rhegion (l'attuale Reggio Calabria), dove si trasferì in seguito all'esilio.
Le notizie sulla sua legislazione, per lo più tramandate da Aristotele e da Diodoro Siculo, sono in parte leggendarie, ma pare che le leggi di Caronda si occupassero in particolar modo del diritto familiare.
Le leggi emanate erano spesso severe con la previsione della pena di morte per chi le disattendesse. La compilazione era in versi per meglio ricordare le norme emanate.
Dai proemii di Stobeo e da altri autori ricaviamo le seguenti norme:
- Bisogna che chi vuole intraprendere qualcosa si faccia guidare dagli dei: infatti l'ottimo, come dice il proverbio, è che il dio sia causa di tutte le cose.
- Bisogna astenersi dalle male azioni per conservare l'amicizia col dio: infatti il dio non può avere nulla in comune con nessun ingiusto.
- Fra le grandi scelleratezze ci sono il disprezzo degli dei, l'oltraggio ai genitori, l'offesa ai magistrati e alle leggi, il consapevole vilipendio della giustizia.
- Ciascuno si sforzi d'intraprendere ed eseguire cose giuste e con decoro, perché è indegno adoperare lo stesso sforzo sia per le grandi che per le piccole cose: cerca quindi di non essere pigro.
- Siano lodati quelli che soccorrono i bisognosi e quelli che allevano figli e difensori per la patria, madre comune.
- Nessuno deve aiutare l'uomo o la donna che è stato/a condannato/a per un delitto, o semplicemente parlare con lui/lei, per non ricevere l'infamia d'essere simile a lui/lei.
- Bisogna amare i buoni e trattare con loro, imitandone probità e virtù, poiché l'uomo senza virtù non è perfetto.
- Bisogna onorare i defunti, non solo con le lacrime e la compassione, ma anche col buon ricordo e con l'offerta di frutti rinascenti ogni anno: il solo dolore esagerato è ingratitudine verso di loro.
- Bisogna soccorrere il cittadino ingiustamente oppresso in patria o all'estero e accogliere e congedare familiarmente, secondo le proprie leggi, ogni straniero rispettato nella sua patria.
- I vecchi inculchino nei giovani il pudore, in modo che questi arrossiscano di ogni mala azione. Dove i vecchi sono spudorati, figli e nipoti saranno più sfacciati. E dove regna la sfacciataggine, seguono l'oltraggio, l'ingiustizia, la violenza.
- Bisogna coltivare l'onestà e la verità e odiare la menzogna e la turpitudine, cose da cui si riconosce la malizia. Ciò va fatto fin dall'infanzia, castigando i bambini bugiardi e premiando i veritieri.
- I figli dei cittadini hanno il diritto di andare a scuola a spese dello Stato.
- Bisogna essere piuttosto prudenti che savi. Spacciarsi per sapienti è cosa vile; e così è meglio essere temperanti e modesti anziché sembrare di esserlo. Nessuno ardisca vantarsi d'una virtù che non ha.
- Bisogna rispettare i magistrati e i genitori, obbedendo loro e venerandoli. I magistrati, poi, giudichino con amore paterno, mettendo da parte simpatie, amicizie e rancori.
- È ottima cosa denunziare i delinquenti, affinché lo Stato sia salvo ed abbia così molti cittadini che si preoccupano dei suoi statuti.
- Chi fa una denunzia non usi pietà: indichi anche i congiunti del colpevole, perché nulla è più importante della patria. Riferisca però solo ciò che fu commesso deliberatamente e non ciò che fu commesso per imprudenza.

## Curiosità
La tradizione affida a Caronda leggi e storie, forse alcune inventate, da cui emerge una personalità complessa, ma sempre salda nei princìpi. Tra le leggi una prevedeva la libera possibilità di modificare le norme da lui dettate, ma stabiliva come condizione fondamentale che chi l'avesse fatto avrebbe dovuto prima presentarsi all'Agorà proponendo le modifiche da effettuare con un laccio alla gola; così se la proposta fosse stata accettata dalla comunità sarebbe stato salvo, altrimenti era pronto per essere impiccato. Questa clausola avrebbe concesso a lungo l'immunità alle sue leggi.
Un'altra legge molto pittoresca serviva a punire i reati militari, non con la pena di morte come in tutti i codici, ma facendo esporre il colpevole per tre giorni sul mercato in vesti femminili.
Un'altra interessante vicenda è relativa alla sua morte. Secondo la tradizione egli dispose che nessuno dovesse entrare mai armato nei luoghi pubblici, pena la morte. Un giorno però, a causa di una battaglia che era in corso fuori città, entrò disperato nell'Agorà a cercare la collaborazione dei suoi concittadini, con ancora il pugnale alla cinta. Appena gli fecero notare che aveva violato una sua stessa legge, dimostrò di sottomettersi ad essa togliendosi egli stesso la vita.